# Football Club des Girondins de Bordeaux 2008-2009
Questa pagina raccoglie i dati riguardanti il Football Club des Girondins de Bordeaux nelle competizioni ufficiali della stagione 2008-2009.

## Stagione
In questa stagione il Bordeaux vince il suo sesto campionato battendo il Caen in trasferta.

## Maglie e sponsor
Lo sponsor tecnico per la stagione 2008-2009 è Puma, mentre lo sponsor ufficiale è Kia Motors.
| Casa | Trasferta | Terza divisa |

## Organigramma societario
Area direttiva
- Presidente: Jean-Louis Triaud
- Consiglieri: Nicolas de Tavernost

Area tecnica
- Allenatore: Laurent Blanc
- Allenatore in seconda: Jean-Louis Gasset
- Collaboratore tecnico: Éric Bedouet
- Preparatore dei portieri: Dominique Dropsy

## Rosa
| N. |                      | Ruolo | Calciatore         |
| -- | -------------------- | ----- | ------------------ |
| 1  | Francia (bandiera)   | P     | Kévin Olimpa       |
| 3  | Brasile (bandiera)   | D     | Carlos Henrique    |
| 4  | Francia (bandiera)   | C     | Alou Diarra        |
| 5  | Brasile (bandiera)   | C     | Fernando Menegazzo |
| 6  | Francia (bandiera)   | D     | Franck Jurietti    |
| 7  | Francia (bandiera)   | A     | Yoan Gouffran      |
| 8  | Francia (bandiera)   | C     | Yoann Gourcuff     |
| 9  | Argentina (bandiera) | A     | Fernando Cavenaghi |
| 10 | Brasile (bandiera)   | A     | Jussiê             |
| 11 | Francia (bandiera)   | A     | David Bellion      |
| 13 | Argentina (bandiera) | D     | Diego Placente     |
| 14 | Senegal (bandiera)   | D     | Souleymane Diawara |
| 16 | Francia (bandiera)   | P     | Ulrich Ramé        |

| N. |                      | Ruolo | Calciatore         |
| -- | -------------------- | ----- | ------------------ |
| 17 | Brasile (bandiera)   | C     | Wendel             |
| 19 | Francia (bandiera)   | C     | Pierre Ducasse     |
| 21 | Francia (bandiera)   | D     | Matthieu Chalmé    |
| 23 | Francia (bandiera)   | D     | Florian Marange    |
| 25 | Francia (bandiera)   | A     | Henri Saivet       |
| 26 | Francia (bandiera)   | A     | Gabriel Obertan    |
| 27 | Francia (bandiera)   | D     | Marc Planus        |
| 28 | Francia (bandiera)   | D     | Benoît Trémoulinas |
| 29 | Marocco (bandiera)   | A     | Marouane Chamakh   |
| 30 | Francia (bandiera)   | P     | Mathieu Valverde   |
| 32 | Mali (bandiera)      | C     | Abdou Traoré       |
|    | Argentina (bandiera) | C     | Juan Pablo Francia |

## Risultati

### Trophée des Champions
| Arbitro: | Layec |

|                                                             |                      |                                                     |
| Fernando Cavenaghi Wendel Bellion Gourcuff Jurietti Diawara | Tiri di rigore 5 – 4 | Benzema Bodmer Källström Govou Grosso Toulalan Cris |

### UEFA Champions League

#### Fase a gironi
| Arbitro: | Vink |

|                                             |           |  |
| Lampard 14’ Cole 30’ Malouda 82’ Anelka 90’ | Marcatori |  |

| Arbitro: | Undiano Mallenco |

|              |           |                                  |
| Gourcuff 18’ | Marcatori | 64’ Vučinić 71’, 82’ J. Baptista |

| Arbitro: | Bebek |

|                 |           |  |
| Cadú 53’ (aut.) | Marcatori |  |

| Arbitro: | Busacca |

|         |           |                        |
| Dani 9’ | Marcatori | 6’ Gourcuff 38’ Wendel |

| Arbitro: | De Bleeckere |

|            |           |            |
| Anelka 59’ | Marcatori | 82’ Diarra |

| Arbitro: | Fandel |

|                      |           |  |
| Brighi 61’ Totti 79’ | Marcatori |  |

### Coppa UEFA

#### Fase ad eliminazione diretta
| Bordeaux 18 febbraio 2009, ore 20:45 UTC+1 Sedicesimi di finale - Andata | Bordeaux  | 0 – 0 referto | Galatasaray | Stadio Jacques Chaban-Delmas (21 813 spett.)\| Arbitro: \| Circhetta \| |
| Arbitro:                                                                 | Circhetta |               |             |                                                                         |

| Arbitro: | Thomson |

|                                        |           |                                      |
| Turan 43’, 65’ Kewell 45’ Sarıoğlu 90’ | Marcatori | 1’ Bellion 74’ Chamakh 75’ Cavenaghi |